# Університет Тулейн
Університет Тулейн (англ. Tulane University, TU) — приватний дослідницький університет, розташований в місті Новий Орлеан, Луїзіана, США. Заснований в 1834 році як державний медичний коледж. Пізніше коледж став університетом і в 1884 році був приватизований Полом Тулейном та Джозефіною Ньюкомб. Університет Тулейн є членом Асоціації американських університетів і Південної ліги плюща.

## Факультети
- Архітектурний факультет
- Школа бізнесу Фрімена
- Факультет триваючого навчання
- Школа права
- Школа мистецтв
- Медичний факультет
- Коледж Ньюкомб-Тулейн
- Факультет громадського здоров'я та тропічної медицини
- Факультет природничих наук та інженерії
- Факультет соціальної роботи